# Thedavur
Thedavur è una suddivisione dell'India, classificata come town panchayat, di 7.453 abitanti, situata nel distretto di Salem, nello stato federato del Tamil Nadu. In base al numero di abitanti la città rientra nella classe V (da 5.000 a 9.999 persone).

## Geografia fisica
La città è situata a 11° 29' 45 N e 78° 41' 43 E.

## Società

### Evoluzione demografica
Al censimento del 2001 la popolazione di Thedavur assommava a 7.453 persone, delle quali 3.802 maschi e 3.651 femmine. I bambini di età inferiore o uguale ai sei anni assommavano a 879, dei quali 476 maschi e 403 femmine. Infine, coloro che erano in grado di saper almeno leggere e scrivere erano 3.968, dei quali 2.411 maschi e 1.557 femmine.